# Dia do Psiquiatra
O Dia do Psiquiatra é celebrado no Brasil no dia 13 de agosto. A data foi escolhida em homenagem à fundação da Associação Brasileira de Psiquiatria (ABP), em 13 de agosto de 1966. O Dia do Psiquiatra foi oficialmente instituído em 2016 como parte das comemorações do Jubileu de Ouro da ABP, uma iniciativa do psiquiatra Antônio Geraldo da Silva, presidente da ABP na época, para reconhecer e valorizar a dedicação dos médicos psiquiatras no país. Mas, desde 2012 já era realizada a campanha "Orgulho de ser Psiquiatra", com o objetivo de valorizar cada vez mais a psiquiatria e os médicos psiquiatras do Brasil, criada também pelo psiquiatra Antônio Geraldo da Silva.

## História
A Associação Brasileira de Psiquiatria (ABP) foi fundada em 13 de agosto de 1966 no Rio de Janeiro, com o objetivo de promover o desenvolvimento científico e a união dos médicos psiquiatrias no Brasil. Desde a sua criação, a ABP tem sido uma força motora no avanço da psiquiatria no país, organizando eventos científicos, concedendo títulos de especialista, e representando os interesses da categoria médica. 
Em 2016, em comemoração aos 50 anos da ABP, o presidente da instituição, MD/PHD Antônio Geraldo da Silva, decidiu instituir a data 13 de agosto como o Dia do Psiquiatra. A escolha se deu em reconhecimento à importância histórica da fundação da ABP para a psiquiatria brasileira. Nesse mesmo ano, foi lançado um Selo Comemorativo e Carimbo em homenagem à ABP, em uma cerimônia realizada no Museu Nacional dos Correios, em Brasília.